# Slavische bazaar
Het Internationaal Kunstfestival "Slavische bazaar in Vitebsk" (Russisch: Международный фестиваль искусств «Славянский базар в Витебске», Belarussisch: Міжнародны фестываль мастацтваў «Славянскі базар у Віцебску», Engels: International Festival of Arts “Slavianski Bazaar in Vitebsk) is een jaarlijks in juli gehouden festival in de Wit-Russische stad Vitebsk.

## Geschiedenis
In 1988 kreeg de stad Vitebsk het Poolse Liedjes Festival toevertrouwd en werd er speciaal voor dit festival een nieuw theater gebouwd: het Letni Amfiteatr. Na de tweede versie van dit festival in 1990 stopte het vanwege het uiteenvallen van het Oostblok. Hierna werd het idee geopperd om een festival te beginnen, voor het behoud van de culturele banden tussen de Slavische landen. In 1992 werd zo door de Wit-Russische staat, met financiële steun van Rusland en Oekraïne, het eerste festival georganiseerd.

## Gebeurtenissen

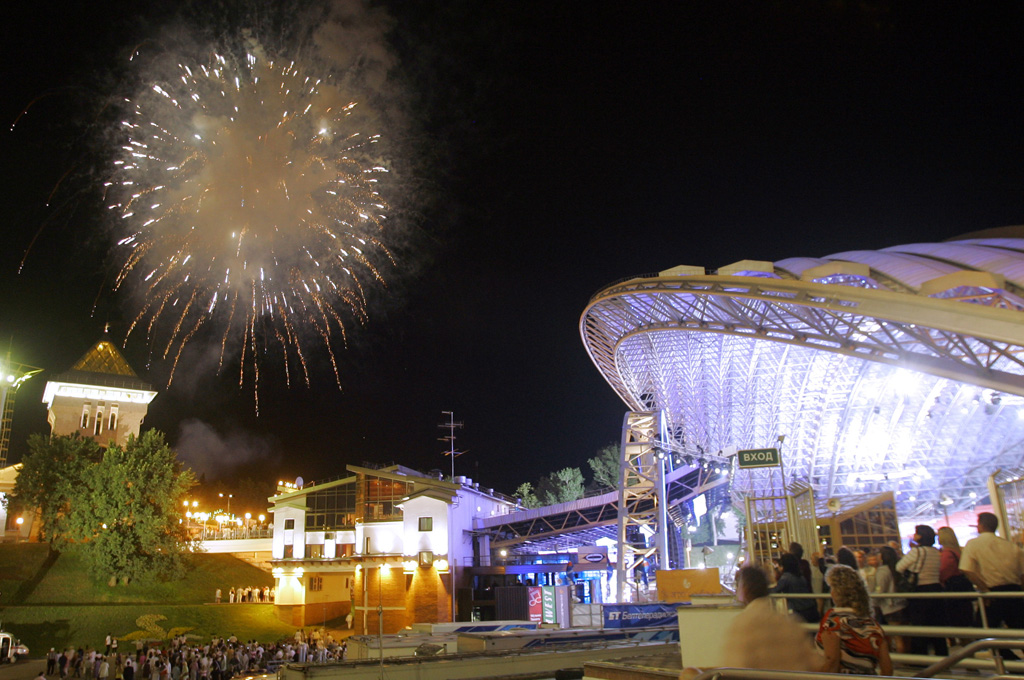
Letni Amfiteatr tijdens de sluitingsceremony.

Tijdens de Slavjanski Bazar geven vele zangers, dansgroepen en toneelspelers uit Slavische landen een concert en zijn er ook verschillende gelegenheden waarbij ze samenwerken aan een concert met een bepaald thema. Daarnaast is er nog een zangwedstrijd voor jongeren en een voor kinderen, die drie dagen duurt. De concerten worden bijna allemaal in het amfitheater Letni gegeven, maar ook op andere verschillende plekken door de stad heen. Elk dag van het festival is er een nieuwe concertenreeks die om twee uur 's middags begint en om vier uur 's nachts afloopt.
De speciale concerten die elk jaar plaatsvinden zijn: de officiële openingsceremonie, verschillende concerten van bekende Russischtalige artiesten, Slavjanski Bazar wedstrijd voor jonge talenten, Slavjanski Bazar wedstrijd voor kinderen en de sluitingsceremonie. De winnaar van het Eurovisiesongfestival krijgt ook altijd een uitnodiging om aan een van deze concerten mee te doen, behalve toen de Oostenrijkse Conchita Wurst won; zij kreeg geen uitnodiging wat tot veel opschudding leidde.
Een aantal van de concerten worden namens de BTRC (met enige vertraging) uitgezonden op Wit-Rusland 1, 3 en 24.

## Slavjanski Bazar festival voor jonge talenten
De Slavjanski Bazar houdt elk jaar een zangwedstrijd. De wedstrijd heeft drie rondes (voor 2014 twee), die elk bestaan uit een ander thema. Op de eerste dag moeten alle halvefinalisten een liedje zingen in de taal van hun land en het liedje moet zijn gecomponeerd en geschreven door inwoners van het desbetreffende land. Daarna gaat een select groepje van ongeveer vijftien artiesten door naar de finalerondes die ook op televisie worden uitgezonden. Op de eerste avond van die finalerondes moeten alle finalisten elk een Slavisch liedje zingen van een componist die uit een Slavisch land komt. Bij dit optreden worden ze begeleid door een orkest. Op de tweede avond is er een vrije keuze onder het thema festivalhit (in 2014wereldhit).
De uitslag wordt volledig bepaald door een jury bestaande uit muziekcritici, radio-dj's, zangers, componisten en ex-deelnemers aan het festival. Ze geven elk liedje een score van nul (het slechts) tot tien (het best). De scores van beide avonden worden bij elkaar opgeteld en degene met de meeste punten wint de Grand Prix, daarop volgende Eerste Prijs, de Tweede Prijs en de Derde Prijs. Als er echter deelnemers zijn die twee punten of minder verschillen in hun score dan krijgen zij dezelfde klassering, maar dit geldt niet voor de Grand Prix.

### Winnaars jongeren (18-31 jaar)

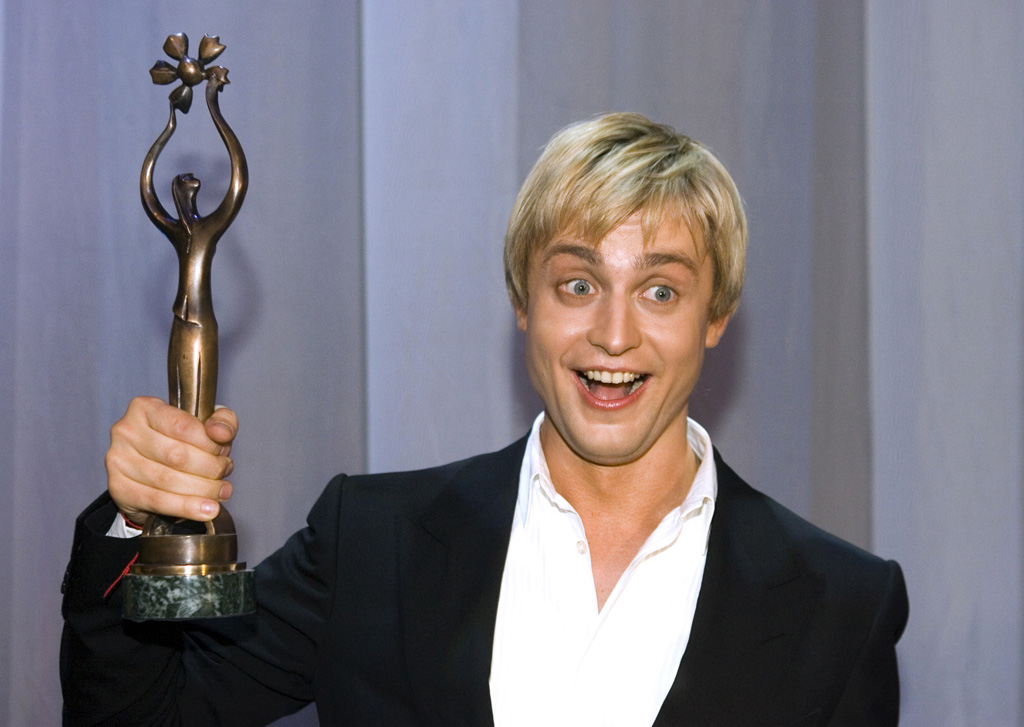
Dmitri Danilenko na het winnen van de Slavjanski Bazar

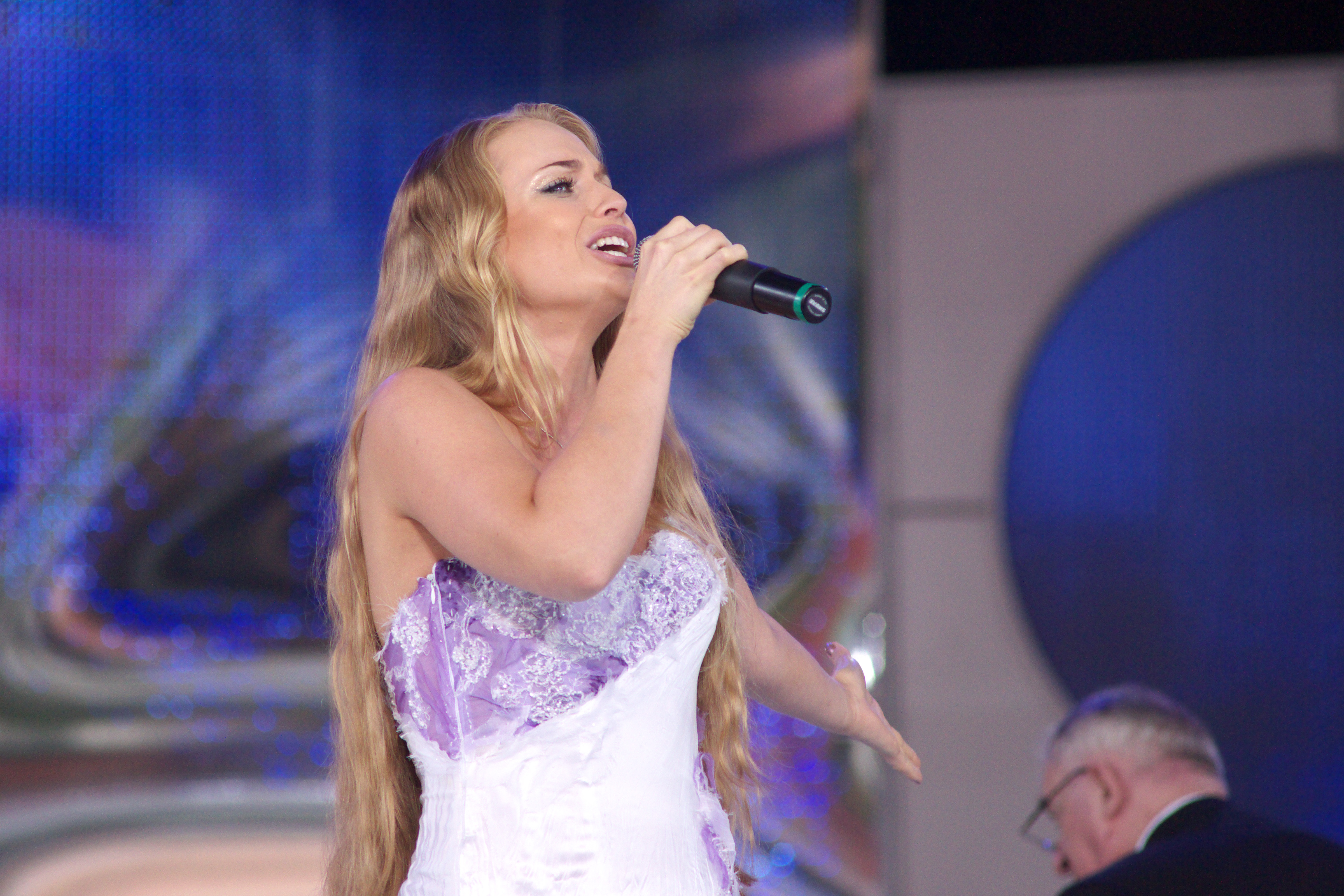
Aljona Lanskaja tijdens de Slavjanski Bazar in 2012

| Jaar | Land            | Deelnemer             |
| ---- | --------------- | --------------------- |
| 1992 |                 | geen grand prix       |
| 1993 | Oekraïne        | Taisia Povali         |
| 1994 |                 | geen grand prix       |
| 1995 | Joegoslavië     | Filip Žmaher          |
| 1996 | Oekraïne        | Ruslana               |
| 1997 | Joegoslavië     | Svetlana Slavković    |
| 1998 | Israël          | Rafael Dahan          |
| 1999 | Joegoslavië     | Željko Joksimović     |
| 2000 | Noord-Macedonië | Toše Proeski          |
| 2001 | Rusland         | Teona Dolnikova       |
| 2002 | Joegoslavië     | Milovan Zimonjić      |
| 2003 | Wit-Rusland     | Maksim Sapatskov      |
| 2004 | Wit-Rusland     | Pjotr Elfimov         |
| 2005 | Wit-Rusland     | Polina Smolova        |
| 2006 | Rusland         | Oksana Bogoslovskaja  |
| 2007 | Oekraïne        | Natalja Krasnjanskaja |
| 2008 | Litouwen        | Donny Montell         |
| 2009 | Rusland         | Dmitri Danilenko      |
| 2010 | Kroatië         | Damir Kedžo           |
| 2011 | Wit-Rusland     | Aljona Lanskaja       |
| 2012 | Noord-Macedonië | Boran Majsovski       |
| 2013 | Polen           | Michał Kaczmarek      |
| 2014 | Mexico          | Rodrigo de la Cadena  |
| 2015 | Kazachstan      | Dimasj Qudajbergen    |
| 2016 | Wit-Rusland     | Aleksej Gross         |
| 2017 |                 | geen grand prix       |

### Winnaars kinderen

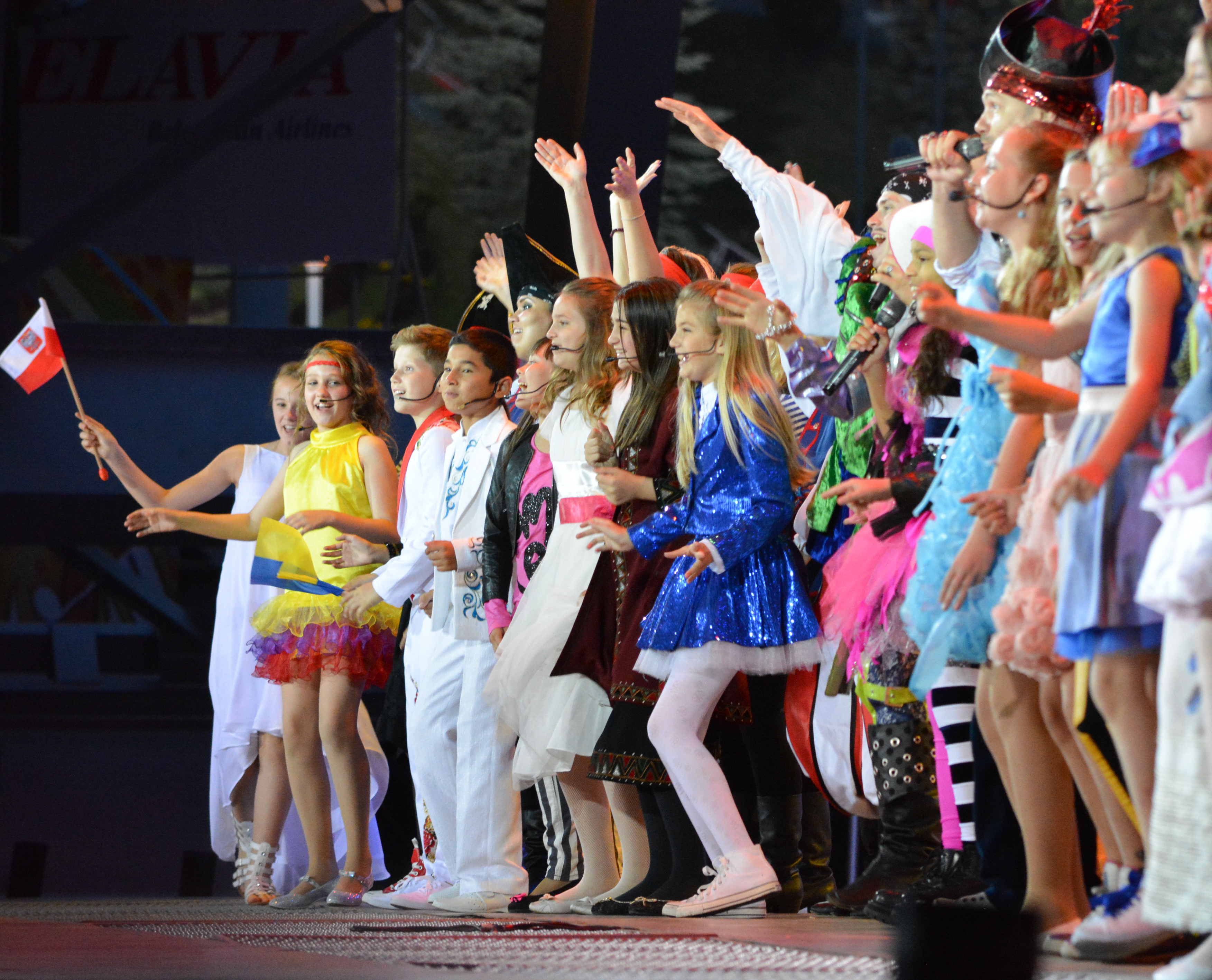
Deelnemers kinderwedstrijd Slavjanski Bazar 2014

| Jaar | Land        | Deelnemer              |
| ---- | ----------- | ---------------------- |
| 2003 | Roemenië    | Noni Răzvan Ene        |
| 2004 | Rusland     | Roman Gretjoesjnikov   |
| 2005 | Wit-Rusland | Ksenia Sitnik          |
| 2006 | Polen       | Katarzyna Miednik      |
| 2007 | Wit-Rusland | Andrej Koenets         |
| 2008 | Armenië     | Luara Hairapetian      |
| 2009 | Roemenië    | Maria Cristina Crăciun |
| 2010 | Roemenië    | Mario Galatanu         |
| 2011 | Roemenië    | Raluca-Elena Ursu      |
| 2012 | Georgië     | Mariam Bichoshvili     |
| 2013 | Bulgarije   | Presijana Dimitrova    |
| 2014 | Oekraïne    | Anastasia Bahinska     |
| 2015 | Kazachstan  | Loeiza Noerkoeatova    |
| 2016 | Rusland     | Anastasia Gladilina    |
| 2017 | Wit-Rusland | Maria Magilnaja        |